# Bảo tàng Cung điện Vương quốc Malacca

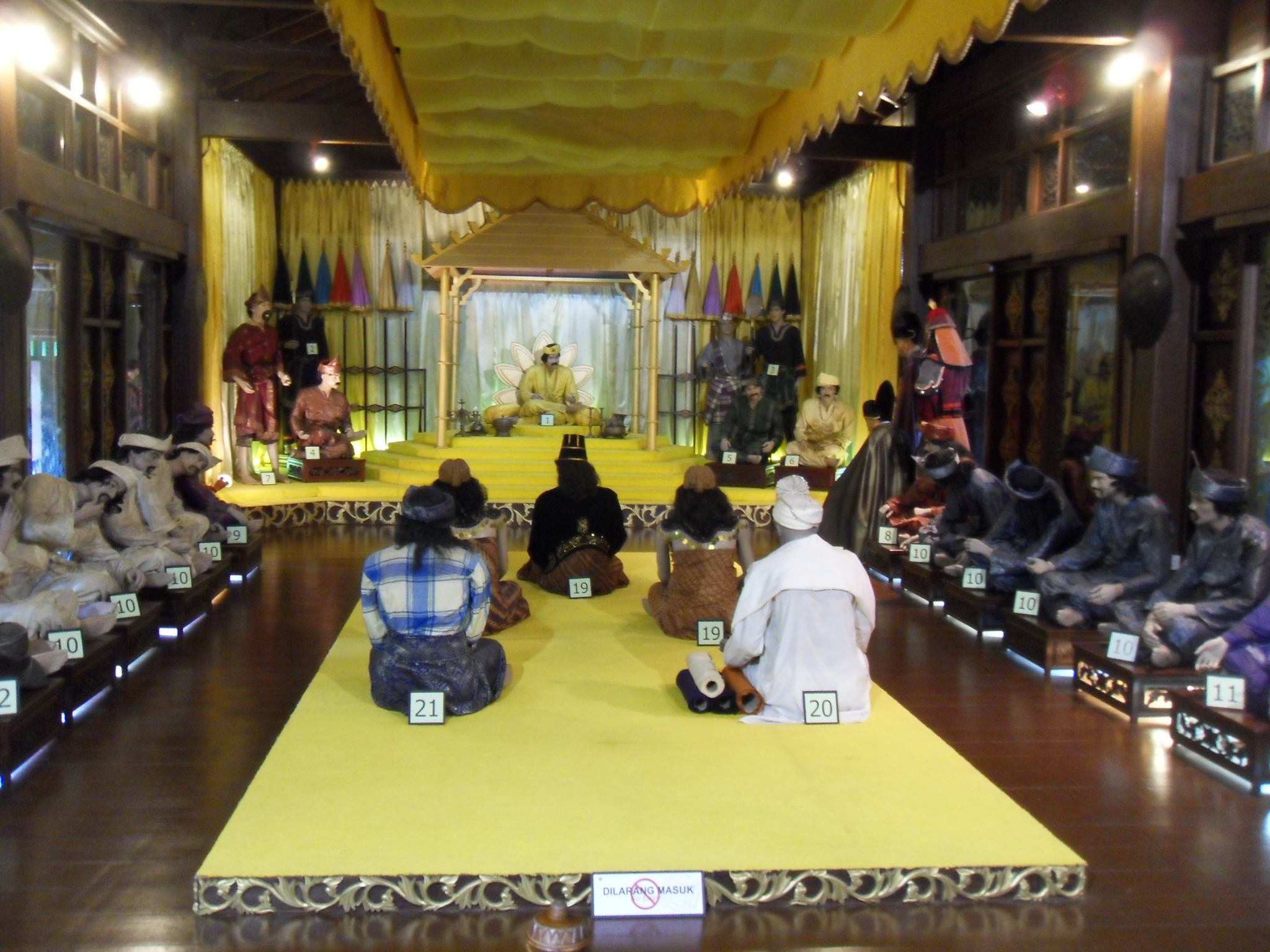
Phòng triển lãm chính tại bảo tàng.

Bảo tàng Cung điện Vương quốc Malacca (Mã Lai: Muzium Istana Kesultanan Melaka) là một bảo tàng nằm ở Malacca, Malacca, Malaysia. Công trình hiện đại được tái hiện cung điện của Vương quốc Hồi giáo Malacca. Mục đích của bảo tàng để giới thiệu lịch sử của khu vực.
Bảo tàng được xây dựng vào năm 1984 và được khánh thành vào ngày 17 tháng 7 năm 1986 bởi Thủ tướng Mahathir Mohamad.